# 鄭瑚
鄭瑚（1488年—？年），字汝器，河南南阳中护卫官籍（潁州）人。明朝政治人物。同進士出身。

## 生平
治《書經》，行五，河南鄉試第五十七名舉人，年三十六歲中式嘉靖二年（1523年）癸未科會試第三百七名，第三甲第七十四名進士。授浙江平湖縣知縣。

## 家族
曾祖鄭旺。祖父鄭信，副千户，封武略将軍。父鄭昇，壽官。前母张氏；母熊氏；继母陆氏。慈侍下。兄璉、玭、璿、玑。